# Dendrobium scopa
Dendrobium scopa är en orkidéart som beskrevs av John Lindley. Dendrobium scopa ingår i släktet Dendrobium, och familjen orkidéer. Inga underarter finns listade i Catalogue of Life.